# Adelaide 36ers
Gli Adelaide 36ers sono una società cestistica avente sede ad Adelaide, in Australia. Fondati nel 1982 come Adelaide City Eagles, nel 1983 assunsero la denominazione attuale. Giocano nella National Basketball League.
Disputano le partite interne nella Adelaide Arena, che ha una capacità di 8.000 spettatori.

## Palmarès
- National Basketball League: 4

1986, 1998, 1999, 2002